# Державний конгрес Сан-Марино
Державний конгрес Сан-Марино — вищий орган виконавчої влади Сан-Марино.

## Діяльність
Державний конгрес складається з 10 членів, які обираються Генеральною радою серед своїх членів, стаючи таким чином парламентським комітетом. Загалом термін повноважень Державного конгресу становить 5 років, як і в Генеральної ради, але він може бути розпущений шляхом парламентського вотуму недовіри.
Трьома найважливішими посадами є секретар закордонних справ, секретар внутрішніх справ та секретар скарбниці, які прямо обираються Генеральною радою. Інші 7 конгресменів призначаються, а міністерства отримують пізніше за рішенням розподілу посад Державного конгресу.

## Голова уряду
- Державний секретар — Паскуале Валентіні (англ. Pasquale Valentini).

## Кабінет міністрів
Склад чинного уряду подано станом на 1 квітня 2013 року.
| Логотип | Міністерство                                                            | Міністр                                     | Фото | Час на посаді | Час на посаді | Партія | Партія | Вебсайт |
| ------- | ----------------------------------------------------------------------- | ------------------------------------------- | ---- | ------------- | ------------- | ------ | ------ | ------- |
|         | Секретаріат зовнішніх і політичних справ, телекомунікації та перевезень | Паскуале Валентіні (Pasquale Valentini)     |      |               |               |        |        |         |
|         | Секретар бюджету і фінансів                                             | Клаудіо Фелічі (Claudio Felici)             |      |               |               |        |        |         |
|         | Секретар внутрішньої та цивільної оборони                               | Валерія Чіаватта (Valeria Ciavatta)         |      |               |               |        |        |         |
|         | Секретар державної освіти, культури та молодіжної політики              | Ромео Моррі (Romeo Morri)                   |      |               |               |        |        |         |
|         | Секретар охорони здоров'я, соціальної безпеки та справ                  | Клаудіо Подескі (Claudio Podeschi)          |      |               |               |        |        |         |
|         | Секретар праці                                                          | Франческо Муссоні (Francesco Mussoni)       |      |               |               |        |        |         |
|         | Секретар промисловості та торгівлі                                      | Марко Ардзіллі (Marco Arzilli)              |      |               |               |        |        |         |
|         | Секретар території, екології та сільського господарства                 | Джан Карло Вентуріні (Gian Carlo Venturini) |      |               |               |        |        |         |
|         | Секретар туризму, спорту, економічного планування                       | Фабіо Берарді (Fabio Berardi)               |      |               |               |        |        |         |
|         | Секретар юстиції, інформації та досліджень                              | Аугусто Касалі (Augusto Casali)             |      |               |               |        |        |         |